# Skalska Droga

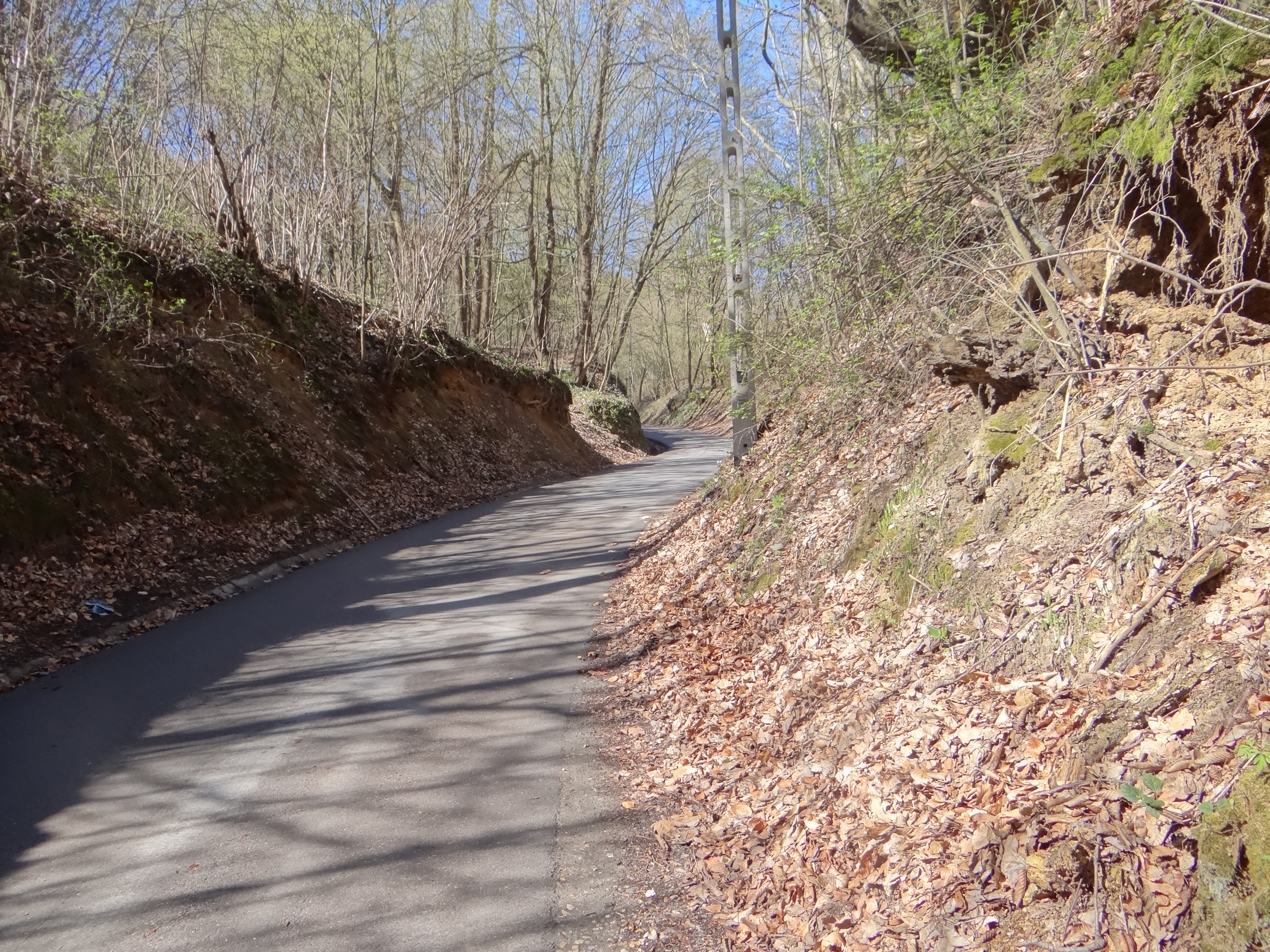

Skalska Droga – wąwóz i droga (ul. Skalska) w Ojcowskim Parku Narodowym. Wąwóz jest bocznym, prawym odgałęzieniem Doliny Prądnika. Jego wylot obramowany jest niewielkimi wapiennymi skałkami i znajduje się powyżej skały Bukowiec, przy grupce domów. Droga jest przedłużeniem drogi asfaltowej biegnącej z Prądnika Korzkiewskiego w kierunku Ojcowa. Dalej jednak w kierunku Ojcowa jest to droga szutrowa z zakazem wjazdu pojazdów samochodowych. Można natomiast Skalską Drogą dojechać do miejscowości Biały Kościół. 
Droga jest głęboko wcięta w warstwę lessów. Dawniej była to droga polna i prowadził nią niebieski szlak turystyczny. Jego przebieg jednak zmieniono, drogę wyasfaltowano. Jest wąska i nie posiada chodnika ani pobocza.